# Pradosia ptychandra
Pradosia ptychandra – gatunek rośliny należący do rodziny sączyńcowatych. Występuje na terenie Surinamu, Gujany i Gujany Francuskiej.